# Leandro Quinhentas
Leandro José Matos Resende (Funchal, Madeira, Portugal, 12 de diciembre de 1996) conocido deportivamente como Leandro Quinhentas, es un futbolista portugués que juega como delantero centro. Actualmente forma parte del CE Jenlai de la Segunda División de Andorra

## Trayectoria deportiva

### Inicios
Nacido en Funchal, Leandro se formó en clubes cantera de su natal Portugal tales como CD Estarreja, UD Oliveirense, SC Beira Mar, AD Ovarense o SC Espinho.
En 2015 debutó como sénior en el GD Mealhada portugués.
En verano de 2017 partió a Irlanda del Norte para enrolarse en las filas del FC Sofia Farmer de la Premier de Ballymena & Provincial League.
En 2018 viajó hasta Luxemburgo donde firmaría por una campaña en el conjunto filial del US Esch de la Éirepromotioun.

#### Andorra
De cara a la temporada 19/20 el delantero ficha por el FC Penya d'Andorra con el que se proclama campeón de Segunda División de Andorra consiguiendo por ende el ascenso a Primera División de Andorra la máxima categoría del país.
En 2020 se une a las filas del FC Ordino de la segunda categoría del fútbol andorrano para en el mercado invernal de esa misma campaña pasar a formar parte del CE Jenlai de la misma competición. 

## Carrera deportiva

### Clubes
| Club               | País              | Año               |
| ------------------ | ----------------- | ----------------- |
| GD Mealhada        | Portugal          | 2015 - 2016       |
| FC Sofia Farmer    | Irlanda del Norte | 2017 - 2018       |
| US Esch “B”        | Luxemburgo        | 2018 - 2019       |
| FC Penya d'Andorra | Andorra           | 2019 - 2020       |
| FC Ordino          | Andorra           | 2020              |
| CE Jenlai          | Andorra           | 2021 – Actualidad |

## Palmarés

### Títulos nacionales
| Título                      | Club               | País    | Año  |
| --------------------------- | ------------------ | ------- | ---- |
| Segunda División de Andorra | FC Penya d'Andorra | Andorra | 2019 |